# Vespasiano Corrêa
Vespasiano Corrêa é um município brasileiro do estado do Rio Grande do Sul. Conta com uma população estimada de 1.776 pessoas no IBGE em 2021.

## História
A colonização de Vespasiano Corrêa iniciou-se por volta de 1888, tendo sido praticamente a última região colonizada por imigrantes vindos diretamente da Itália, ou através das colônias de Garibaldi, Bento Gonçalves, Caxias do Sul e Alfredo Chaves, além das famílias de origem francesa e polonesa. Sua denominação inicial era de Esperança, e em alguns documentos Nova Esperança ou Picada Boa Esperança são mencionados. A ocupação do território se intensificou após a criação da Colônia Guaporé em 1892, em terras pertencentes a Lajeado e Passo Fundo. Já em 1907 o Povoado de Esperança é elevado a condição de 4º distrito no município de Guaporé.
O nome do município é uma homenagem ao primeiro intendente de Guaporé, Eng. Vespasiano Rodrigues Corrêa, que realizou grandes trabalhos pela comunidade local. Vespasiano foi membro da Comissão de Terras da Colônia Guaporé. Natural de Jaguarão, era filho de José Vicente Corrêa e Maria Carolina Rodrigues Corrêa. Nascido em 1871, faleceu prematuramente, aos 38 anos de idade, em Pelotas. Formou-se em engenharia no Rio de Janeiro e casou-se com Dona Serafina Corrêa, na cidade de Rio Grande. Após o casamento, o casal mudou-se para Porto Alegre. Vespasiano trabalhava na Secretaria de Obras Públicas como agrimensor e, mais tarde, exerceria um cargo de confiança, no governo de Borges de Medeiros. Vespasiano Corrêa foi designado por José Montaury de Aguiar Leitão para um trabalho demarcatório de lotes em Guaporé, com o compromisso de fazer cumprir a lei, no que dizia respeito aos posseiros que ocupavam as terras do governo. A partir de 1900, Vespasiano Corrêa chefiou a Comissão de Terras. Em 1º de janeiro de 1904 foi empossado como intendente.
O distrito de Vespasiano Corrêa foi criado por Ato Municipal nº 6, de 5 de agosto de 1907, subordinado ao município de Guaporé. Pela Lei Estadual nº 3.729, de 18 de fevereiro de 1959, o distrito de Vespasiano Corrêa deixa de pertencer a Guaporé e passa a constituir o território do novo município de Muçum. Pela Lei Estadual nº 10.663, de 28 de dezembro de 1995, é criado o município de Vespasiano Corrêa.

## Geografia
Localiza-se a uma latitude 29º04'03" sul e a uma longitude 51º51'33" oeste, estando a uma altitude de 518 metros. Sua população estimada em 2004 era de 2 180 habitantes.
Onde existem as depressões, a natureza ainda esta intacta. Lá estão as verdadeiras relíquias naturais. São cascatas, vales profundos, florestas nativas ainda habitadas por aves silvestres e animais, entre eles: tatu, quati, macacos, graxaim, mão-pelada e jaguatirica. A cascata Rasga Diabo possui uma queda d'água de 135 metros, onde o acesso só é possível através de caminhadas.